# Piórkowo (województwo warmińsko-mazurskie)
Piórkowo (niem. Födersdorf/ Födersdorfer Forst) – osada leśna w Polsce położona w województwie warmińsko-mazurskim, w powiecie braniewskim, w gminie Płoskinia, w sołectwie Chruściel.
W latach 1975–1998 miejscowość administracyjnie należała do województwa elbląskiego. Osada znajduje się w historycznym regionie Warmia. 
W pobliżu miejscowości znajdują się cmentarzysko kurhanowe z epoki brązu. 